# Виліни-Русь
Виліни-Русь (пол. Wyliny-Ruś) — село в Польщі, у гміні Шепетово Високомазовецького повіту Підляського воєводства.
Населення — 219 осіб (2011).
У 1975-1998 роках село належало до Ломжинського воєводства.

## Демографія
Демографічна структура станом на 31 березня 2011 року:
|          | Загалом | Допрацездатний вік | Працездатний вік | Постпрацездатний вік |
| -------- | ------- | ------------------ | ---------------- | -------------------- |
| Чоловіки | 106     | 22                 | 62               | 22                   |
| Жінки    | 113     | 27                 | 58               | 28                   |
| Разом    | 219     | 49                 | 120              | 50                   |